# أرتيم موروزوف
أرتيم موروزوف (بالأوكرانية: Артем Миколайович Морозов)‏ هو مجدف أوكراني، ولد في 29 فبراير 1980 في خيرسون في أوكرانيا.

## وصلات خارجية
- أرتيم موروزوف على موقع الاتحاد الدولي للتجديف (الإنجليزية)
- أرتيم موروزوف على موقع اللجنة الأولمبية الدولية (الإنجليزية)
- أرتيم موروزوف على موقع أوليمبيديا (الإنجليزية)